# مس کرومیت
کرومیت مس (به انگلیسی: Copper chromite) با فرمول شیمیایی Cu۲Cr۲O۵ یک ترکیب شیمیایی با شناسه پاب‌کم ۳۰۸۴۱۰۱ است. که جرم مولی آن ۳۱۱٫۰۸۱۲ g/mol می‌باشد. شکل ظاهری این ترکیب، بلورهای سبز جامد است.